# Булзинское сельское поселение
Булзинское се́льское поселе́ние — муниципальное образование в Каслинском районе Челябинской области Российской Федерации. В рамках административно-территориального устройства муниципальное образование  соответствует административно-территориальной единице  Булзинский сельсовет.
Административный центр — село Булзи.

## История
Статус и границы сельского поселения установлены Законом Челябинской области от 16 ноября 2004 года № 312-ЗО «О статусе и границах Каслинского муниципального района, городских и сельских поселений в его составе».

## Население
| 2002 | 2010 | 2011 | 2012 | 2013 | 2014 | 2015 |
| ---- | ---- | ---- | ---- | ---- | ---- | ---- |
| 1089 | ↘760 | ↘757 | ↘725 | ↗731 | ↗740 | ↘734 |
| 2016 | 2017 | 2018 | 2019 | 2020 | 2021 |      |
| ↘706 | ↘679 | ↗681 | ↘631 | ↗641 | ↘541 |      |

## Состав сельского поселения
| № | Населённый пункт | Тип населённого пункта       | Население |
| - | ---------------- | ---------------------------- | --------- |
| 1 | Булзи            | село, административный центр | ↘541      |